# Babah Krueng (Jaya)
Babah Krueng is een bestuurslaag in het regentschap Aceh Jaya van de provincie Atjeh, Indonesië. Babah Krueng telt 469 inwoners (volkstelling 2010).